# Armstrong Saurer
Armstrong Saurer, auch Armstrong-Saurer, ist ein ehemaliger britischer Nutzfahrzeughersteller.

## Geschichte
Die Nutzfahrzeuge der Schweizer Adolph Saurer AG erfreuten sich im Vereinigten Königreich schon zu Beginn des zwanzigsten Jahrhunderts einer gewissen Beliebtheit. Pickfords importierte die ersten Lastkraftwagen dieses Herstellers bereits im Jahr 1907, weitere Fahrzeuge wurden in den 1920er-Jahren bestellt. Die sich abzeichnenden Absatzmöglichkeiten bewogen Saurer zu Beginn der 1930er-Jahre dazu, eine Lizenzfertigung im Vereinigten Königreich in Betracht zu ziehen. Als Lizenznehmer wurde Armstrong-Whitworth ausgewählt. Die Produktion sollte im Armstrong-Werk in Newcastle upon Tyne erfolgen. Ursprünglich sollten die Fahrzeuge vollständig in Newcastle hergestellt werden, später wurden jedoch auch Bauteile von Saurer-France bezogen.
Der erste Lkw von Armstrong-Saurer wurde im Jahr 1931 auf der Commercial Motor Show vorgestellt. Das Unternehmen stellte schwere Lkw her, die sich durch ihre Robustheit auszeichneten. Ursprünglich vorrangig für Straßentransporte eingesetzt, kamen die Fahrzeuge auch später als Baustellenfahrzeuge und für ähnliche Anwendungen zum Einsatz. Letztendlich entsprachen die Ergebnisse der Lkw-Produktion jedoch nicht den Erwartungen, sodass die Produktion 1937 eingestellt wurde.

## Fahrzeuge
Saurer gehörte zu den Pionieren der Anwendung des Dieselmotors im Lkw-Bau. Auch alle Fahrzeuge von Armstrong-Saurer waren mit Dieselmotoren ausgerüstet. Zusammen mit den Druckluftbremsen und Getrieben mit Overdrive stellten sie für ihre Zeit fortschrittliche Konstruktionen dar. Das Unternehmen produzierte Lkw mit einer zulässigen Gesamtmasse von 7 bis 15 ton, dabei waren die leichten Fahrzeuge mit 7 ton Gesamtmasse als Zwei- und Dreiachser ausgelegt, die schwereren als Dreiachser. Lediglich die 15-Tonner waren als Vierachser ausgeführt. Zum Einsatz kam bei den kleineren Fahrzeugen ein Sechszylinderdieselmotor mit einem Hubraum von ungefähr 6,2 l und einer Leistung von 110 bhp. Die Baureihen entsprachen im Großen und Ganzen den in der Schweiz hergestellten, erhielten für den britischen Markt jedoch englische Namen wie Durable und Effective für den 6/7-Tonner, Active und Dominant für den 7-Tonner, Dynamic für die 9- bzw. 10-Tonner und Samson für den 15-Tonner. Die Fahrzeuge waren sehr teuer. Der 7-Tonner Dominant, ein Dreiachser mit dem 110-bhp-Dieselmotor, der zwischen 1932 und 1934 produziert wurde, kostete 1.750 £. Für den ungefähr vergleichbaren Atlas von Crossley Motors, der schon als sehr teures Fahrzeug galt, wurde ein vergleichsweise niedriger Preis von 1.440 £ verlangt.
Die von Armstrong-Saurer gefertigten Motoren kamen auch in Schienenfahrzeugen zum Einsatz. So wurde beispielsweise der 250-bhp-Dieselmotor als Antrieb eines Triebwagens der London Midland and Scottish Railway eingesetzt. Der von Armstrong-Whitworth hergestellte und mit einem Aufbau von Cravens Railway Carriage and Wagon Company (der eine Küche enthielt) versehene zwölfsitzige dieselelektrische Triebwagen fuhr 1933 zwei Wochen als Expressverbindung zwischen London und Castle Bromwich.